# Циртхајм
Циртхајм (њем. Ziertheim) општина је у њемачкој савезној држави Баварска. Једно је од 27 општинских средишта округа Дилинген ан дер Донау. Према процјени из 2010. у општини је живјело 1.012 становника. Посједује регионалну шифру (AGS) 9773186.

## Географски и демографски подаци
Циртхајм се налази у савезној држави Баварска у округу Дилинген ан дер Донау. Општина се налази на надморској висини од 460 метара. Површина општине износи 20,8 km². У самом мјесту је, према процјени из 2010. године, живјело 1.012 становника. Просјечна густина становништва износи 49 становника/km².